# Fernando Lima Bello
Fernando Ferreira Lima Bello  (* 27. November 1931 in Lissabon; † 3. Juni 2021 ebenda) war ein portugiesischer Segelsportler, Ingenieur und Sportfunktionär.

## Allgemeines
Fernando Lima Bello studierte an der Universität Lissabon und erwarb dort sein Ingenieurdiplom. Er war danach als Generaldirektor eines Straßenbau-Unternehmens tätig. Für das Arbeitsministeriums Portugals stand er dem Bauressort vor.

## Sportliche Laufbahn
Bello betrieb Segelsport. 1953 wurde er als Crewmitglied der Mannschaft Vela Atlantico Weltmeister der Snipe-Klasse. In der Star-Klasse wurde er Vize-Europameister. 
Bei den Olympischen Sommerspielen 1968 startete er in der Drachen-Klasse. Von 23 Teilnehmern belegte sein Boot am Ende Platz 17. Vier Jahre später bei den olympischen Segelregatten vor Kiel wurde er 21. von 23 Teilnehmern.

## Sportadministration
Fernando Lima Bello hatte verschiedene Positionen in Segelsport-Organisationen inne. Er war Vorsitzender des portugiesischen Segelverbandes und Mitglied der International Sailing Federation. Er war Vorsitzender der Jury bei Weltmeisterschaften der Klassen Finn, 420er Jolle und Cadet. Seit 1975 war er Mitglied des portugiesischen NOKs, von 1981 bis 1989 hatte er den Vorsitz. Bei den Olympischen Spielen 1980 in Moskau war er Chef de Mission der portugiesischen Olympiamannschaft.

## IOC-Mitgliedschaft
1989 wurde Fernando Lima Bello zum IOC-Mitglied gewählt. 2010 endete seine Mitgliedschaft aus Altersgründen, seitdem ist er Ehrenmitglied.

## Auszeichnungen
- Orden des Infanten Dom Henrique
- Olympischer Orden